# The Stolen Bride
The Stolen Bride é um filme norte-americano de 1913, do gênero drama, estrelando Harry Carey e Blanche Sweet.

## Elenco
- Harry Carey
- Claire McDowell
- Charles West
- Blanche Sweet
- Harry Hyde
- Hector Sarno